# イ・スンギ
イ・スンギ（이 승기、1987年1月13日 - ）は、韓国の男性歌手・俳優・タレント。本貫は全州李氏。東国大学国際通商学科卒業、東国大学大学院国際通商学科修士課程修了。身長は182cm、血液型はB型。

## 来歴
高校入学と同時にバンド活動を始め、ライブ劇場でリハーサルをしていたところ、歌手のイ・ソニにスカウトされる。
2004年、アルバム『蛾の夢』をリリースし、17歳で歌手デビュー。PSYがプロデュースを手掛ける。
歌手デビュー後、MBCのシットコム『ノンストップ5』やKBS週末ドラマ『噂のチル姫』の出演で演技者としての活動もスタートさせる。
また2007年からバラエティ番組『1泊2日』にレギュラー出演し、天然キャラクターを見せ、“虚堂（ホダン）スンギ”というあだ名とともに親しまれ、"国民の弟"と呼ばれるほど人気を上げていく。
2009年、初主演を務めたドラマ『華麗なる遺産』で47%という高視聴率を記録し、このドラマでSBS演技大賞特別企画部門 演技賞を受賞した。
同年10月6日から2012年までトークショー『カン＆イ・スンギの強心臓』で、カン・ホドンとともにMCとして出演を開始し歌手･俳優だけでなくバラエティでも積極的に活動。
2010年にはSBSドラマ『僕の彼女は九尾狐＜クミホ＞』では、俳優としてだけでなく歌手としてOSTにも参加し、主要な音楽チャートで1位を獲得した。
2012年3月6日にシングル『恋愛時代』で日本デビューするとオリコン・シングルデイリーランキングで1位を獲得。日本のレコード会社ユニバーサルミュージック、マネジメント事務所アミューズと契約する。3月9日には、ベストアルバム『Lee Seung Gi -THE BEST-』を日韓同時リリースした。6月1日には日本メジャーデビューした韓国アーティスト最速で日本武道館コンサートを開催した。
2013年、ファンタジー時代劇ドラマ『九家の書』に主演。ヒロインを国民の妹と称されるペ・スジが務め、国民の弟と称されるイ・スンギとの初共演が注目された。
毎月行われるCM好感度調査では2009年から常に3位以内をキープし、2013年6月には歴代で最も1位に輝いたスターに君臨した。
2016年1月21日、ファンに向けて兵役前最後となる新曲『僕は軍隊に行く』をリリース。2月1日、入隊した後、陸軍特殊戦司令部に配属され、2017年10月31日に現役で満期除隊した。
同年12月、除隊後復帰作として西遊記をモチーフとしたファンタジードラマ『花遊記』で主演を務め、孫悟空を演じた。
2019年に主演を務めたドラマ『バガボンド』では激しいアクションシーンの連続だったが、軍隊で学んだ格闘術クラヴ・マガなど活用し殆どのシーンを自らこなした。九家の書で共演したペ・スジと6年ぶりの共演も話題を呼び、共にこの作品でSBS演技大賞 最優秀演技賞を受賞した。
2020年12月、7枚目のフルアルバム『THE PROJECT』をリリースし、5年ぶりに歌手活動を再開させた。

## エピソード
高校時代から成績優秀で生徒会長を務めていた。
2014年元日、少女時代のユナとの交際が報じられ正式に交際を発表し、韓国芸能界20代のトップスターカップルの誕生は高い注目を集めたが、2015年8月13日、ユナと破局したことを正式発表した。
2023年4月、かねてより交際していた女優イ・ダインと結婚。2024年2月には第一子となる女児が誕生している。

## 慈善活動
2009年からKBSのドキュメンタリー『現場ルポ同行』の出演者に毎週100万ウォンの寄付をし2020年時点でも続け、同番組でボランティア活動も行っている。2010年3月、カン・テウォン福祉財団に1億ウォンを寄付。2019年12月、ソウルにある新村セブランス・リハビリテーション病院に治療費として1億ウォンを寄付した。2020年2月、新型コロナウィルス感染症の感染拡大により大邱・慶尚北道地域の困難な状況に陥っている子どもたちのため1億ウォンを寄付した。

## ディスコグラフィー

### シングル
- 2004年 고해
- 2008年 여행을 떠나요
- 2009年 결혼해 줄래 (結婚して)
- 2010年 Smile Boy
- 2010年 정신이 나갔었나봐 (ドラマ"僕の彼女は九尾狐"OST)
- 2010年 지금부터 사랑해 (ドラマ"僕の彼女は九尾狐"OST)
- 2016年 나 군대 간다 만들기(僕は軍隊に行く)

### 映像作品
- 2011年 希望コンサートin Seoul 2010

## コンサート
- 2007年 ≪1st Concert "LOVE"≫
- 2009年 ≪이승기 희망 콘서트 in Seoul≫
- 2010年 ≪이승기 희망 콘서트 in Seoul≫

## 出演

### ドラマ
| 年度      | タイトル                         | 役名                     | 備考(放送局等)         |
| --------- | -------------------------------- | ------------------------ | ---------------------- |
| 2004-2005 | ノンストップ5                    | イ･スンギ                | MBC、1～193回出演      |
| 2006      | 噂のチル姫                       | ファン・テジャ（皇太子） | KBS                    |
| 2009      | 華麗なる遺産                     | ソヌ･ファン              | SBS、初主演            |
| 2010      | 僕の彼女は九尾狐＜クミホ＞       | チャ･テウン              | SBS、主演              |
| 2011      | 最高の愛〜恋はドゥグンドゥグン〜 | イ・スンギ（本人）       | MBC、9話のみゲスト出演 |
| 2012      | キング 〜Two Hearts              | イ・ジェハ               | MBC、主演              |
| 2013      | 九家の書〜千年に一度の恋〜       | チェ・ガンチ             | MBC、主演              |
| 2014      | 君たちは包囲された               | ウン・デグ               | SBS、主演              |
| 2017      | 花遊記                           | ソン・オゴン（孫悟空）   | tvN、主演              |
| 2019      | バガボンド                       | チャ・ダルゴン           | SBS、主演              |
| 2021      | マウス                           | チョン・バルム           | tvN、主演              |
| 2022      | ルール通りに愛して！             | キム・ジョンホ           | KBS、出演              |

### バラエティ
| 年度      | タイトル                                   | 備考（放送局など）                                                          |
| --------- | ------------------------------------------ | --------------------------------------------------------------------------- |
| 2007-2012 | ハッピーサンデー"1泊2日-シーズン1-"        | KBS2,カン・ホドン、イ・スグン、ウン・ジウォン、キム・ジョンミンらとの共同MC |
| 2009-2012 | カン＆イ・スンギの強心臓（カンシムジャン） | SBS,カン･ホドンとの共同MC                                                   |

### その他の出演
- 音楽番組"SBS人気歌謡" "ミュージックバンク(KBS2)"など。
- バラエティ番組"Xマン(SBS)" "ハッピーサンデー･ヒロインシックス(KBS2)"などゲスト出演。
- その他、サムスンのキムチ冷蔵庫やEDWIN/ピザハットなど、約30のCMに出演。
- PRODUCE 48(2018年6月-8月） - 日韓オーディション番組。「国民プロデューサー代表」として出演。

＊リトル・フォレスト(2019年)全16話

## 受賞歴
| 年度   | 受賞内容 |
| ------ | --- |
| 2004年 | Mnet/KM Musicvideo Festival-男性ソロ部門 新人賞 ソウル歌謡大賞-新人賞 SBS歌謡大典-ソロ部門 新人賞 MBC 10大歌手歌謡祭-男性部門 新人賞 MBC放送芸能大賞-歌手部門 特別賞          |
| 2006年 | Mnet/KM Music Festival-バラード部門 最優秀賞 第23回Korea Best Dresser Awards-歌手部門賞 SBS歌謡大賞-本賞                                                                      |
| 2007年 | Mnet/KM Music Festival-男性歌手賞 |
| 2008年 | 第15回大韓民国芸能芸術大賞-男性バラード歌手賞 KBS芸能大賞-最高人気賞 |
| 2009年 | 第24回ゴールデンディスク-デジタル音源部門 本賞 SBS芸能大賞-ネチズン最高人気賞 SBS演技大賞-ベストカップル賞･10大スター賞･特別企画部門 演技賞（「華麗なる遺産」）               |
| 2010年 | KBS芸能大賞-ショー娯楽MC部門 最優秀賞 SBS芸能大賞-ネチズン最高人気賞･最優秀賞 SBS演技大賞-優秀演技賞(ドラマスペシャル部門)･ベストカップル賞（「僕の彼女は九尾狐＜クミホ＞」） |
| 2013年 | Mnet Asian Music Awards-ベスト・ボーカル パフォーマンス・男性部門 |
| 2022年 | KBS演技大賞-大賞（チュ・サンウクと共同受賞） |

## 日本での活動

### イベント/コンサート
| 開催日        | 開催会場                         | タイトル                                                                        | チケット |
| ------------- | -------------------------------- | ------------------------------------------------------------------------------- | -------- |
| 2009年1月27日 | 東京/中野サンプラザ              | HAPPY NEW YEAR with LEE イ･スンギ ライブ＆トーク                                |          |
| 2010年2月12日 | 東京/中野サンプラザ              | イ･スンギ "ライブ&トーク2010『I WISH』                                          |          |
| 2010年4月17日 | NHK大阪ホール                    | KBS Wolrd「1泊2日｣inJAPAN PREMIER イ・スンギスペシャルライブ&ファンミーティング | 8,800円  |
| 2010年6月13日 | 東京/中野サンプラザ              | アンコール公演"華麗なる遺産"イ・スンギファンミーティング                        | 9,800円  |
| 2012年1月29日 | 東京/東京国際フォーラム          | イ・スンギ2012 HAPPY NEW YEAR LIVE                                              | 9,800円  |
| 2013年8月31日 | ユニバーサル・スタジオ・ジャパン | Summer Show 2013 in UNIVERSAL STUDIOS JAPAN                                     | 9,900円  |

### 作品
| 種類     | タイトル                        | 発売日        | 形式・形態                                                                  | オリコン 最高順位             |
| -------- | ------------------------------- | ------------- | --------------------------------------------------------------------------- | ----------------------------- |
| シングル | 恋愛時代                        | 2012年3月6日  | CD+DVD、CD+フォトブック、CD(他アナザージャケット8種)、CD(通常盤)、BOXセット | デイリー1位、ウィークリー9位  |
| アルバム | Lee Seung Gi -The Best-         | 2012年4月18日 | CD+DVD(日本独自企画盤)、CD(通常盤)                                          | デイリー6位、ウィークリー20位 |
| アルバム | Tonight -Japan Special Edition- | 2012年4月18日 | CD+DVD(完全初回生産限定盤)                                                  |                               |

## 日本語吹き替え
『華麗なる遺産』以降、佐藤拓也が主に担当している。